# Pietro Mongini (tenore)
Pietro Giovanni Mongini (Roma, 29 ottobre 1828 – Milano, 27 aprile 1874) è stato un tenore italiano.

## Biografia
Figlio di Giovanni Mongini e Caterina Brizzi, iniziò, su spinta del padre, gli studi giuridici, che però abbandonò per intraprendere la carriera militare nell'esercito pontificio, dove si arruolò nel 1845 nel reggimento dei Dragoni. Nel 1849 passò al servizio della Repubblica Romana e fu allontanato dall'esercito nel maggio 1850, dopo la restaurazione del governo pontificio. Poté così riprendere lo studio del canto, che aveva iniziato in gioventù.
Iniziò la sua carriera in campo musicale come basso nel 1851 a Macerata, ricoprendo il ruolo di Lucio Silano ne La Vestale di Saverio Mercadante, ma già nella stagione 1852-1853 fu in scena come tenore al Teatro Carlo Felice di Genova con le opere Rigoletto, Il giuramento e Maria di Rohan, che nelle stagioni successive portò in scena al Teatro Real di Madrid (1955-1956) e al Théâtre-Italien di Parigi.
Si distinse in modo particolare nei i teatri tra Londra e San Pietroburgo per i suoi ruoli nelle opere Guglielmo Tell, Roberto il diavolo, Gli ugonotti, Il franco cacciatore, Norma, Lucia di Lammermoor, Lucrezia Borgia, La favorita, Ernani, Il trovatore, Rigoletto, Don Giovanni, Martha e Il flauto magico.
Nel 1869 cantò anche il Don Carlo al Teatro alla Scala di Milano.
Fu il primo interprete di Radames alla prima de Il Cairo dell'Aida di Giuseppe Verdi nel 1871 e nella stagione 1873-1874, pochi mesi prima di morire, cantò nell'opera Il profeta di Giacomo Meyerbeer.